# Monte Santo
Monte Santo es un municipio brasilero del estado de Bahía. Su población estimada en 2006 era de 53.577 habitantes.
Monte Santo fue conocido en la historia del Brasil por haber sido el cuartel general del ejército durante la Guerra de Canudos en 1897.
Además de esto, en 1784, en el interior del municipio de Monte Santo, fue encontrada la Piedra del Bendegó, el mayor meteorito encontrado en suelo brasilero.

## Emancipación Política
En 1794, fue creado el Distrito de Paz de Monte Santo, perteneciente al Término de la Villa de Itapicurú de Encima. El 21 de marzo de 1837, por fuerza de la Ley provincial n.º 51, fue el Poblado elevado a la categoría de Villa, que creó también el Municipio, ocurriendo la inauguración el 15 de agosto del mismo año. El Municipio recibió el nombre de Corazón de Jesús de Monte Santo, siendo su primer prefecto el Padre José Vítor Barberino.
En 28 de junio de 1850, el Distrito de Paz fue elevado a la categoría de Comarca, por la Ley provincial n.º 395, siendo su primer Juez de Derecho el Boaventura Augusto Magalhães Taques. En 25 de julio de 1929, la Villa fue elevada a Ciudad, por la Ley Estatal n.º 2.192, recibiendo el nombre de Monte Santo.